# Metafroneta
Metafroneta là một chi nhện trong họ Linyphiidae.